# Strunien
Le Strunien est un âge géologique obsolète qui correspondait à la transition entre l'époque du Dévonien et celle du Carbonifère. Il est maintenant assimilé au Tournaisien inférieur.
Cet étage a permis de mettre fin à la notion fausse qui prévalait jusqu'alors selon laquelle les changements de flore et de faune fossiles d'une couche à la suivante étaient assez brutaux. En étudiant le Strunien, Jules Gosselet et Charles Barrois établissent au contraire une  évolution lente des faunes accompagnant le passage du Dévonien au Carbonifère.

## Stratotype
Il tire son nom d'Étrœungt, commune du Nord où se situe, dans la carrière du Parcq, le stratotype. Toutefois, cette coupe est limitée et doit être complétée par la tranchée de la voie ferrée à Avesnelles, qui constitue donc le parastratotype.

## Histoire
Jules Gosselet, le 19 janvier 1857, communique à la Société Géologique de France une Note sur le terrain dévonien de l’Ardenne et du Hainaut où il décrit précisément la composition lit par lit de la carrière du Parcq. Suit d'ailleurs une discussion entre ses confrères sur la continuité des espèces.

Dans sa thèse présentée à la faculté des sciences de Paris pour obtenir le grade de docteur es sciences naturelles le 2 juillet 1860 intitulée Sur les terrains primaires de la Belgique, des environs d'Avesnes et du Boulonnais, Jules Gosselet rectifie la liste de fossiles et montre « un passage entre les deux faunes (du carbonifère et du dévonien) plus marqué encore que je ne l'avais supposé ». Il y décrit le calcaire bleu foncé épais d'environ 30 mètres exploité à Étrœungt : 

« Les bancs inférieurs sont cristallins et fort semblables à certaines couches du calcaire carbonifère : ils sont employés comme pierre de taille. Les bancs supérieurs sont plus argileux, gé-lives et ne peuvent servir que pour empierrer les chemins. Tous ces bancs alternent avec des schistes argileux qui renferment les mêmes fossiles qu'eux, ce sont : Phacops latifrons, Terebraluta concentrica, T. hastata, T. Boloniensis, Spirifer voisin du distans, Cyrtospirifer verneuili (Spirifer verneuili), Orthis crenistria, O. arachnoidea, Productus scabriculus. Je désignerai dorénavant le calcaire caractérisé par les fossiles que je viens de citer sous le nom de calcaire d'Ëtrœungt. »

— Jules Gosselet, Sur les terrains primaires de la Belgique, des environs d'Avesnes et du Boulonnais, pp.85-86
.
Charles Barrois emploie le premier le terme Strunien en 1882.

## Localisation
Le Strunien a une répartition mondiale :
- en Chine, dans le Guangxi, près de Guilin[9],
- en Allemagne[10],